# Ángel Aperribay y Pita da Veiga
Ángel Aperribay y Pita da Veiga (La Corunya, 1885 - 1945) fou un advocat i polític gallec. De família aristocràtica originària de Basauri que el 1805 s'establí a Galícia i ocuparen càrrecs a la Reial Audiència del Regne de Galícia. Exercí com a advocat i es dedicà a recollir la documentació de la seva família a les seves terres de Muxía, Laxe, Vimianzo, Ponteceso i Camariñas. Aquesta documentació fou donada anys més tard pels seus descendents a la Xunta de Galícia. Fou elegit diputat com a dreta independent per la província de la Corunya a les eleccions generals espanyoles de 1933. Fou president del restaurant Cocina Económica Gallega de 1939 a 1943.